# Uuden Musiikin Kilpailu 2023
Der 12. Uuden Musiikin Kilpailu fand am 25. Februar 2023 im Logomo in Turku statt und war die finnische Vorentscheidung für den Eurovision Song Contest 2023 in Liverpool. Es gewann Käärijä mit dem Lied Cha Cha Cha.

## Konzept
Am 23. Mai 2021 bestätigte die öffentlich-rechtliche Rundfunkanstalt Yleisradio (Yle) ihre Teilnahme am Eurovision Song Contest und die Fortsetzung des UMK als Vorentscheidung. Am 20. Juni 2022 veröffentlichte Yle die Regeln für den UMK23. Erneut werden sieben Beiträge an der Sendung teilnehmen, die wie im Vorjahr im Logomo in der Stadt Turku stattfinden soll.

## Beitragswahl
Zwischen dem 1. und 5. September 2022 hatten Künstler die Möglichkeit ihre Beiträge einzureichen. Es konnten pro Interpret bis zu drei Beiträge eingereicht werden. Eine Jury wählte im Anschluss die besten Beiträge aus. Die Jury, die die Teilnehmer auswählte, bestand aus:
- Tapio Hakanen (Leiter der Musikabteilung bei YleX)
- Aija Puurtinen (Vocal Coach)
- Amie Borgar (Leiterin der Musikabteilung bei Yle X3M)
- Anssi Autio (Produzent von UMK)
- Johan Lindroos (Leiter der Musikabteilung bei Yle Radio Suomi)
- Jussi Mäntysaari (Leiter der Musikabteilung bei Nelonen Media)
- Juha-Matti Valtonen (TV Regisseur)
- Katri Norrlin (Musikjournalistin bei YleX)
- Samuli Väänänen (Senior Editor bei Spotify Finnland)

Insgesamt wurden 363 Lieder eingereicht, das sind 51 mehr als im Vorjahr.

### Moderation
Am 1. Dezember 2022 wurde bekanntgegeben, dass Samu Haber die Veranstaltung moderieren wird.

## Teilnehmer
Die Teilnehmer wurden am 11. Januar 2023 bekanntgegeben. Die jeweiligen Lieder wurden zwischen dem 12. und 20. Januar vorgestellt, jeweils ein Lied pro Tag.

## Finale
Das Finale soll am 25. Februar 2023 stattfinden. Es wird die dritte Austragung im Logomo in Turku nach 2019 und 2022 sein. Übertragen wird das Finale sowohl von Yle TV1 als auch vom spanischen Sender Ten TV und dem niederländischen Sender OutTV.
| Platz | Startnr. | Interpret      | Lied Musik (M) und Text (T)                                                                                                  | Sprache            | Übersetzung (inoffiziell)          | Punkte | Punkte    | Punkte |
| Platz | Startnr. | Interpret      | Lied Musik (M) und Text (T)                                                                                                  | Sprache            | Übersetzung (inoffiziell)          | Jury   | Zuschauer | Gesamt |
| ----- | -------- | -------------- | --- | ------------------ | ---------------------------------- | ------ | --------- | ------ |
| 1.    | 3        | Käärijä        | Cha Cha Cha M/T: Aleksi Nurmi, Johannes Naukkarinen, Jere Pöyhönen                                                           | Finnisch           | –                                  | 72     | 467       | 539    |
| 2.    | 7        | Portion Boys   | Samaa taivasta katsotaan M/T: Mikael Forsby, Mikko Tamminen, Raimo Paavola                                                   | Finnisch           | Wir schauen in denselben Himmel    | 28     | 124       | 152    |
| 3.    | 4        | Keira          | No Business on the Dancefloor M/T: Axel Ehnström, Jason OK, Keira Lundström, Teemu Brunila                                   | Englisch           | Nichts auf der Tanzfläche verloren | 42     | 091       | 133    |
| 4.    | 1        | Robin Packalen | Girls like You M/T: Robin Packalen, Joonas Parkkonen, Zoë Moss                                                               | Englisch           | Mädchen wie du                     | 28     | 081       | 109    |
| 5.    | 2        | KUUMAA         | Ylivoimainen M/T: Aarni Soivio, Johannes Brotherus, Jonttu Luhtavaara                                                        | Finnisch           | Überwältigt                        | 44     | 063       | 107    |
| 6.    | 6        | Lxandra        | Something to Lose M: Alexandra Lehti, Amy Kuney, Belinda Huang; T: Alexandra Lehti, Amy Kuney, Belinda Huang, Minna Koivisto | Englisch           | Etwas zu verlieren                 | 46     | 024       | 070    |
| 7.    | 5        | Benjamin       | Hoida mut M/T: Atso Soivio, Benjamin Peltonen, Iivari Suosalo                                                                | Finnisch, Englisch | Um mich kümmern                    | 34     | 032       | 066    |

### Detailliertes Juryvoting
Die Länder der professionellen Jury wurden am 24. Februar vorgestellt.
| 1 | Robin Packalen | Girls like You                | 2  | –  | 2  | 8  | 2  | 2  | 12 | 28 |
| 2 | KUUMAA         | Ylivoimainen                  | 10 | 6  | 6  | 4  | 4  | 6  | 8  | 44 |
| 3 | Käärijä        | Cha Cha Cha                   | 6  | 12 | 12 | 10 | 10 | 12 | 10 | 72 |
| 4 | Keira          | No Business on the Dancefloor | 12 | 4  | 4  | 6  | 6  | 4  | 6  | 42 |
| 5 | Benjamin       | Hoida mut                     | –  | 2  | –  | 12 | 12 | 8  | –  | 34 |
| 6 | Lxandra        | Something to Lose             | 4  | 10 | 10 | –  | 8  | 10 | 4  | 46 |
| 7 | Portion Boys   | Samaa taivasta katsotaan      | 8  | 8  | 8  | 2  | –  | –  | 2  | 28 |
| Jury-Punktesprecher |                |                               |    |    |    |    |    |    |    |    |
| - – William Lee Adams - – Mark Forster - – Angy Fernández - – Cornelia Jakobs - – Neil Doherty - – Jude York - – Timur Miroschnytschenko |                |                               |    |    |    |    |    |    |    |    |